# GSC6546-2144
GSC6546-2144 — хімічно пекулярна зоря спектрального класу Sr, що має видиму зоряну величину в смузі V приблизно 10,3.